# Шамарин, Александр Евгеньевич
Шамарин Александр Евгеньевич (род. в мае 1946) — донецкий скульптор и график, член союза художников Украины. Работает в области станковой и декоративной скульптуры, преимущественно в жанре портрета.

## Биография
Родился в мае 1946 года в городе Чистяково Сталинской области, в семье шахтёра. До четвёртого класса прожил в Торезе, после чего семья переехала в Усть-Пристань, где жила следующие четыре года. Из Усть-Пристани вернулись назад на Донбасс в Ворошиловград (теперь Луганск).
Закончил Ворошиловоградское художественное училище в 1968 году, а также Киевский государственный художественный институт в 1974 году.
Занял второе место в молодёжном конкурсе проектов памятника на Саур-Могиле.
В 1982 году стал членом Национального Союза художников Украины. Из-за недостатка материалов для своих скульптур использовал шамот, камень, органическое стекло, дерево.
Участвовал на международном симпозиуме по камню в Каневе (2006), в Батурине (2008), триенале скульптуры в Киеве (2005).
В Днепропетровске установлена скульптура Шамарина из песчаника — мать, держащая ребёнка на плече. В Каневе на аллее Шевченко установлена скульптура Шамарина из песчаника «Немає гірше, як неволя», которая показывает как люди пытаются вырваться из камня.
Получил призовые места на Всеукраинских конкурсах на памятник воинам — шахтёрам (Одесса) и памятник женщинам-шахтёркам (Донецк). Лауреат конкурса эскизных проектов памятников воинам-шахтёрам.
В 2011 году совместный проект Александра Шамарина и архитектора Николая Поддубного победил в открытом конкурсе на лучший проект памятника Чехову в Харцызске.

## Выставки
С 1978 года стал участвовать в областных и всеукраинских художественных выставках. Неоднократно принимал участие в международных выставках.
- 2008 — «Уклон земли» (Владимир Теличко, Валентина Теличко, Александр Шамарин). Луганск, Галерея искусств[4].
- 2009 — выставка в мариупольском Центре современного искусства и культуры имени А. И. Куинджи, на которой было представлено более пятидесяти работ[5].
- 2011 — выставка в Макеевском художественно краеведческом музее, на которой были показаны более сорока работ автора, как скульптуры, так и графики[6].